# Сектименко Микола Григорович
Сектименко Микола Григорович — радянський і український кіноактор.

## Життєпис
Народився 23 січня 1949 р. у м. Дніпродзержинську (нині Кам'янське) в родині робітників. Закінчив Київський державний інститут театрального мистецтва ім. І. Карпенка-Карого (1972).
З 1972 р. — актор Київської кіностудії ім. О. П. Довженка. Також знімався на інших кіностудіях колишнього СРСР, зокрема на "Білорусьфільмі", "Ленфільмі" та "Мосфільмі". Мав яскраве акторське обдарування. У всіх зіграних ним ролях був надзвичайно органічним. 
Був членом Національної Спілки кінематографістів України.
Помер 4 березня 2007 р. у Кам'янському (Дніпродзержинську). Похований у селі Шульгівка Петриківського району Дніпропетровської області.
Дружина - актриса Зоя Недбай, син Іван.

## Фільмографія
Знявся у фільмах:
- «Зозуля з дипломом» (1971, Сашко)
- «Тихі береги» (1972, Степан)
- «Щовечора після роботи» (1973, Бєлов)
- «Новосілля» (1973, військовополонений)
- «Дума про Ковпака» (1973, партизан Сологуб)
- «За власним бажанням» (1973, Борис Сорокін)
- «Бути людиною» (1973, Михайло Білоус)
- «Одинадцять надій» (1975, Віктор Пархоменко, «Ленфільм»)
- «Хто, якщо не ти...» (1974, Юрій Батов, "Свердловська кіностудія")
- «Канал» (1975, епізод)
- «Ати-бати, йшли солдати...» (1976, (1975, червоноармієць Глєбов)
- «Народжена революцією» (1975, Інокентій)
- «Сходження» (1976, поліцай Гаманюк, «Мосфільм», реж. Л. Шепітько)
- «Час — московський» (1976, епізод)
- «Квартет Гварнері» (1978, Колкін)
- «Блакитні блискавки» (1978, Яковина)
- «Підпільний обком діє» (1978, Симоненко)
- «Спокута чужих гріхів» (1978, Августин)
- «Віщує перемогу» (1978, Кашинцев)
- «Козаки-розбійники» (1979, Григорій)
- «Дощі по всій території» (1978, Толик, «Білорусьфільм»)
- «Особливо небезпечні...» (1979, Селезньов)
- «Мужність» (1980, Микола)
- «Школа» (1980)
- «Чорна курка, або Підземні жителі» (1980, Єгор)
- «Осіння дорога до мами» (1981, короткометражний)
- «Танкодром» (1981, Сергій Кольцов)
- «Право керувати» (1981, Віктор)
- «До своїх!..» (1983, епізод)
- «Провал операції „Велика ведмедиця“» (1983, Остап Блакитний, підривник УПА)
- «Звинувачення» (1984, Медведєв)
- «Вісім днів надії» (1984, Коля Зінченко, шахтар)
- «Батальйони просять вогню» (1985, епізод)
- «Джура — мисливець з Мін-Архара» (1985, Костя, "Таджикфільм")
- «До розслідування приступити» (1986, Балашов)
- «Міст через життя» (1986, епізод)
- «Загін спеціального призначення» (1987, Борис Крутиков, лейтенант)
- «Казка про гучний барабан» (1987, батько Ларіка)
- «Після війни — мир» (1988)
- «Немає чужої землі» (1990, Муравйов-Амурський)
- «Я оголошую вам війну» (1990, Шмагін, "Свердловська кіностудія")
- «Розпад» (1990, командир)
- «Пам'ятай»/«Ізгой» (1990, Денисов)
- «Вірний Руслан (Історія вартового собаки)» (1991, капітан НКВС)
- «Секретний ешелон» (1993, директор школи) та ін.